# Indické hnutí za nezávislost

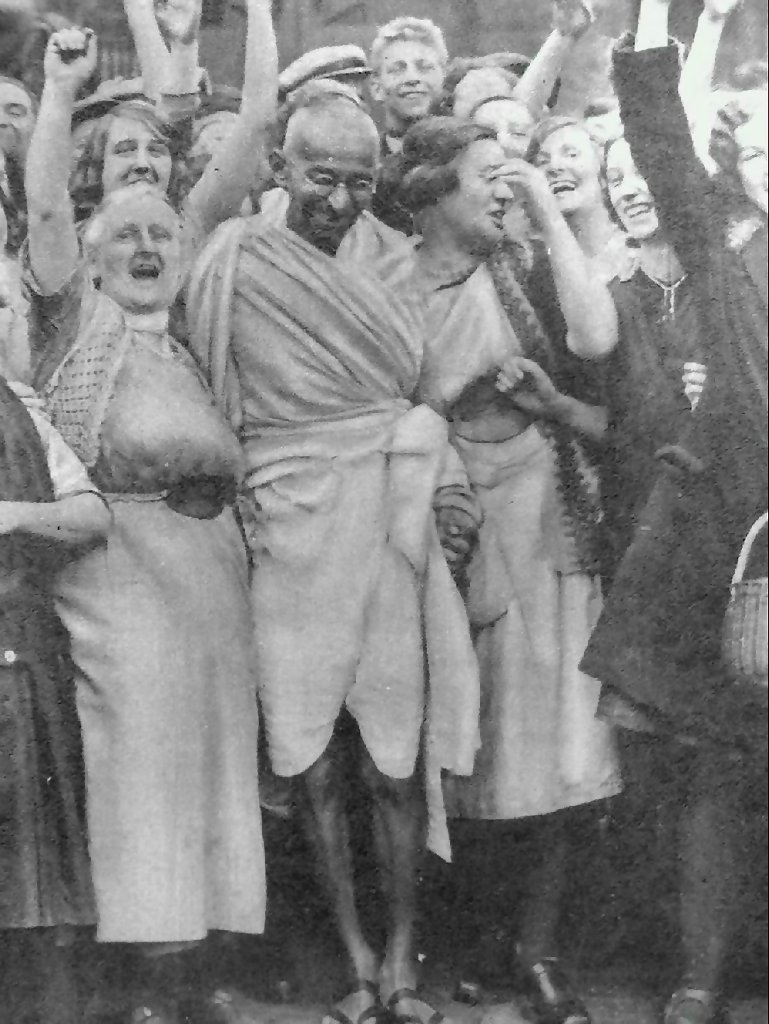
Gándhí mezi textilními dělnicemi roku 1931

Indické hnutí za nezávislost bylo politické a kulturní hnutí usilující o ukončení vlády Východoindické společnosti (1757–1858) a Britské Indie (1858–1947) na indickém subkontinentu. Hnutí trvalo 190 let (1757–1947).

## Historie

### Konec 19. století
První militantní hnutí odporu bylo zorganizováno v Bengálsku (Velké indické povstání 1857), ale později se v nově zformovaném Indickém národním kongresu (1885) prosadili umírnění vůdci, jako by Gópál Krišna Gókhalé. 

### Počátek 20. století

#### Vývoj v Indickém národním kongresu (INC) a Indické národní armádě
Na počátku 20. století ještě v Kongresu měli velkou váhu radikálové bojující za politickou samosprávu, jako byli Lal Bal Pal, filozof Šrí Aurobindo nebo Chidambaram Pillai. Ve dvacátých let 20. století však Kongres přijal politiku nenásilného občanského odporu Mahátma Gándhího, ačkoli radikální křídla stále existovala, ať už nacionalistické (Subháš Čandra Bós), socialistické (Bhagat Singh), nebo radikálně hinduistické (Vinayak Damodar Savarkar). 
Krom toho existovalo významné křídlo feministické, jeho představitelka Saródžiní Naidúová v roce 1925 stanula v čele Indického národního kongresu. Ve 30. letech načas převládl Singhův socialismus. Hnutí mělo i svou kulturní složku, básníci a spisovatelé jako Subramania Bharati, Muhammad Iqbal, Josh Malihabadi, Mohammad Ali Jouhar, Bankim Chandra Chattopadhyay nebo Kazi Nazrul Islam používali literaturu jako nástroj politického boje. 
Druhou klíčovou organizací vedle Kongresu bylo ozbrojené hnutí Indická národní armáda (Azad Hind Fauj), které vzniklo v roce 1942, a které založil a vedl Subháš Čandra Bós. Obě klíčové organizace v roce 1942 zorganizovaly kampaň občanské neposlušnosti zvanou Opusťte Indii! (Quit India; Bhārat Chodo Āndolan). 

### Vývoj po druhé světové válce

#### Vznik Indie a Pákistánu
Po druhé světové válce oslabená koloniální mocnost Británie a nový místokrál Indie Louis Mountbatten shledali situaci v kolonii neudržitelnou. Sám britský parlament pak 18. července 1947 přijal Zákon o nezávislosti Indie, který dal vzniknout dvěma novým státům, hinduistické Indii a muslimskému Pákistánu, které nicméně zůstávaly britskými dominii s britským monarchou v čele. Indie však 26. ledna 1950 formální moc britského panovníka odvrhla a vyhlásila republiku. Pákistán tak učinil roku 1956. Indické hnutí za nezávislost, v němž převážil nenásilný boj, mělo obrovský inspirační vliv na ostatní koloniální země i na západní kulturu. Otevřeně na něj navazoval například americký aktivista Martin Luther King a například barmská politička Aun Schan Su Ťij.